# Боровской, Юрий Викторович
Ю́рий Ви́кторович Боровско́й (11 июня 1971, Ростов-на-Дону) — советский и российский футболист, защитник, ныне судья.

## Карьера

### Игрока
С 1989 по 1990 год играл за ростовский СКА, в 49 матчах забил 1 гол. Сезон 1991 года начал в другом ростовском клубе «Ростсельмаше», провёл 8 встреч, после чего вернулся в СКА, где и завершил сезон, сыграв в 15 матчах.
С 1992 по 1995 год снова выступал за «Ростсельмаш», сыграл 71 встречу, забил 1 мяч. Кроме того, с 1992 по 1993 провёл 16 игр за «Ростсельмаш-д». Сезон 1996 года начал в тюменском «Динамо-Газовике», в 21 матче забил 1 гол, после чего опять вернулся в «Ростсельмаш», где до конца того года провёл 6 игр.
В 1997 году вернулся тюменский клуб, за который сыграл в том сезоне 6 матчей. Сезон 1998 года провёл в «Кубани», в 17 играх забил 1 мяч.
С 1999 по 2001 в последний раз выступал за «Ростсельмаш», провёл 30 матчей, в которых забил 2 гола, в чемпионате России, 4 игры в Кубке Интертото и 13 встреч за «Ростсельмаш-2». Сезон 2002 года снова провёл в СКА, где сыграл 5 раз в первенстве и 1 встречу провёл в Кубке России.

### Судьи
После завершения карьеры прошёл судейские курсы, потом работал детским тренером. Ныне является судьёй региональной категории.